# 12861 Wacker
12861 Wacker è un asteroide della fascia principale. Scoperto nel 1998, presenta un'orbita caratterizzata da un semiasse maggiore pari a 2,5759488 UA e da un'eccentricità di 0,1181527, inclinata di 0,92805° rispetto all'eclittica.